# 吉野町
吉野町（日语：／ Yoshino chō */?）是位於日本奈良縣南部吉野地區的行政區劃，北側為龍門山地，南側為大峰山脈，吉野川在中間由東向西穿過。由於吉野杉的主要產地川上村、東吉野村、黑瀧村都在附近，因此當地成為吉野杉的集散地。境內除了設有貯木場，也有許多跟製材相關的產業。

## 人口
| 吉野町人口分布圖 |                                               |  |
| 吉野町與日本全國年齡別人口分布比較圖 （2005年資料） | 吉野町的年齡、男女別人口分布圖 （2005年資料） |  |
| ■紫色是吉野町 ■綠色是全国 | ■藍色是男性 ■紅色是女性                       |  |
| 吉野町人口變化 \| 1970年 \| 16,419人 \| \| \| 1975年 \| 15,841人 \| \| \| 1980年 \| 15,182人 \| \| \| 1985年 \| 14,541人 \| \| \| 1990年 \| 13,421人 \| \| \| 1995年 \| 12,427人 \| \| \| 2000年 \| 11,318人 \| \| \| 2005年 \| 9,984人 \| \| \| 2010年 \| 8,642人 \| \| \| 2015年 \| 7,399人 \| \| \| 2020年 \| 6,229人 \| \| |                                               |  |
| 資料來源：日本總務省統計中心提供之人口普查數據 |                                               |  |
| 1970年 | 16,419人                                      |  |
| 1975年 | 15,841人                                      |  |
| 1980年 | 15,182人                                      |  |
| 1985年 | 14,541人                                      |  |
| 1990年 | 13,421人                                      |  |
| 1995年 | 12,427人                                      |  |
| 2000年 | 11,318人                                      |  |
| 2005年 | 9,984人                                       |  |
| 2010年 | 8,642人                                       |  |
| 2015年 | 7,399人                                       |  |
| 2020年 | 6,229人                                       |  |

## 歷史
在日本書紀中記載了歷代天皇和貴族曾多次到吉野狩獵或遊玩，或是皇族隱居於吉野，其中在約2世紀末的應神天皇時期首次出現了天皇離宮－吉野之宮；發生於7世紀的壬申之亂，大海人皇子最初就是隱居於吉野之宮，再從吉野起兵對抗大友皇子。此後在7世紀至8世紀期間的歌人包括柿本人麻呂、山部赤人、大伴旅人、大伴家持的作品中也大量出現關於吉野的作品。
一直到8世紀末日本天皇將首都遷至平安京後，天皇才開始較少來到吉野；但同時期開始，結合了山嶽信仰的修驗道開始興盛，吉野也聚集了大量的信徒及修練者。
在14世紀初期，後醍醐天皇在延元之亂後攜帶三神器逃至此地，並在此重新建立朝廷，成為南朝，與室町幕府所擁立的北朝對抗，使得日本進入南北朝時代，吉野也因此曾短暫成為南朝的首都。
江戶時代後，成為幕府直屬的天領，並在1795年起由五條代官所負責管理。
19世紀末明治維新後，曾先後隸屬奈良縣、五條縣、堺縣、大阪府，直到1887年重新恢復設立奈良縣後才再次隸屬奈良縣。
1889年日本實施町村制，現在的吉野町轄區在當時分屬上市町、吉野村、國樔村、龍門村共四個行政區劃，其中上市町即為目前位於吉野川北岸的上市町地區，吉野村則包括吉野川南岸至吉野山之間的區域，吉野川上游南岸則屬於國樔村，北岸則是龍門村。
其中龍門村在1890年一度分割為龍門村、中龍門村和上龍門村，國樔村也分割為國樔村和中莊村；吉野村在1928年改制為吉野町，除上龍門村後來併入大宇陀町外，其他行政區劃在1956年整併為現在的吉野町。
2000年代的平成大合併期間，吉野郡內東部的多個行政區劃曾規劃進行合併，也在2004年共同成立合併協議會，當時如果完成合併後最有可能使用的行政區劃名稱即為吉野市，但最終財務狀況較佳的大淀町和下北山村的公民投票都未能獲得通過，合併計畫便遭到終止；其後吉野町和東吉野村仍試著繼續商討兩個町村之間的合併，但僅半年後也宣告放棄。

### 變遷表
| 1889年4月1日 | 1889年 - 1912年        | 1912年 - 1944年                    | 1945年 - 1954年                    | 1955年 - 1989年                    | 1989年 - 現在             | 現在                      |
| ------------ | ---------------------- | ---------------------------------- | ---------------------------------- | ---------------------------------- | ------------------------- | ------------------------- |
| 上市町       | 上市町                 | 上市町                             | 上市町                             | 1956年5月3日 合併為吉野町          | 1956年5月3日 合併為吉野町 | 1956年5月3日 合併為吉野町 |
| 吉野村       | 吉野村                 | 1928年4月29日 改制為吉野町         | 1928年4月29日 改制為吉野町         | 1956年5月3日 合併為吉野町          | 1956年5月3日 合併為吉野町 | 1956年5月3日 合併為吉野町 |
| 國樔村       | 國樔村                 | 國樔村                             | 國樔村                             | 1956年5月3日 合併為吉野町          | 1956年5月3日 合併為吉野町 | 1956年5月3日 合併為吉野町 |
| 國樔村       | 1894年6月14日 中莊村   |                                    |                                    | 1956年5月3日 合併為吉野町          | 1956年5月3日 合併為吉野町 | 1956年5月3日 合併為吉野町 |
| 龍門村       | 龍門村                 | 龍門村                             | 龍門村                             | 1956年5月3日 合併為吉野町          | 1956年5月3日 合併為吉野町 | 1956年5月3日 合併為吉野町 |
| 龍門村       | 1890年9月29日 中龍門村 |                                    |                                    | 1956年5月3日 合併為吉野町          | 1956年5月3日 合併為吉野町 | 1956年5月3日 合併為吉野町 |
| 龍門村       | 1890年9月29日 上龍門村 | 1942年2月11日 合併為宇陀郡大宇陀町 | 1942年2月11日 合併為宇陀郡大宇陀町 | 1942年2月11日 合併為宇陀郡大宇陀町 | 2006年1月1日 合併為宇陀市 | 2006年1月1日 合併為宇陀市 |

## 交通
近畿日本鐵道吉野線即是為轄內的吉野山所開設的鐵路，自吉野川北岸的上市地區進入轄內後，往南越過吉野川一路通往吉野山下的吉野車站；同時在吉野車站前還有吉野纜車可繼續將旅客送至山上，自1929年開始營運的吉野纜車也是日本現在持續在營運的纜車中歷史最久的。
除鐵路外，奈良交通有經營自橿原市經大淀町到轄內的客運路線，而轄內各地區之間則有社區巴士微笑巴士。

### 鐵路
- 近畿日本鐵道
  - 吉野線：（←大淀町） - 大和上市車站 - 吉野神宮車站 - 吉野車站

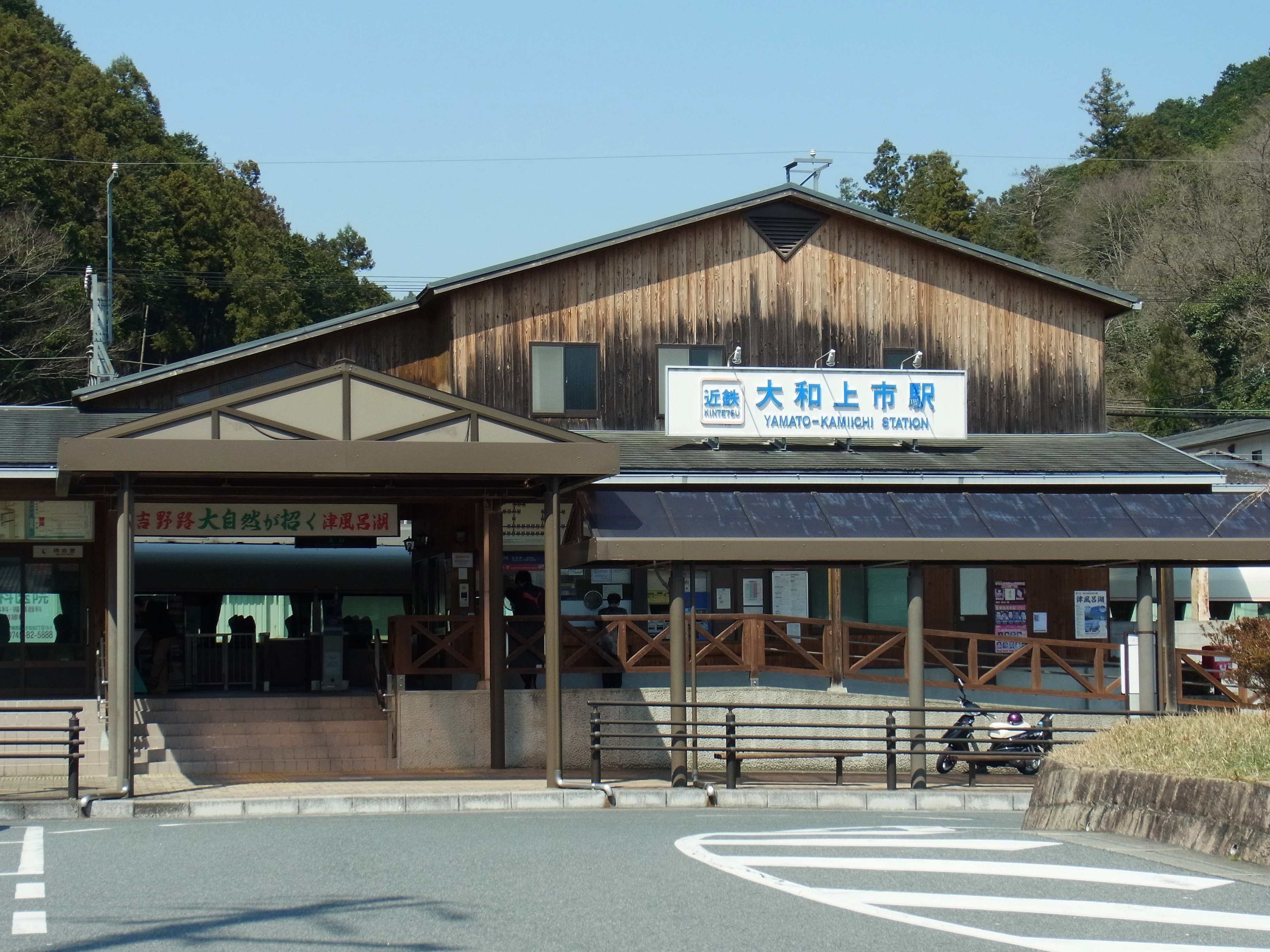
大和上市車站
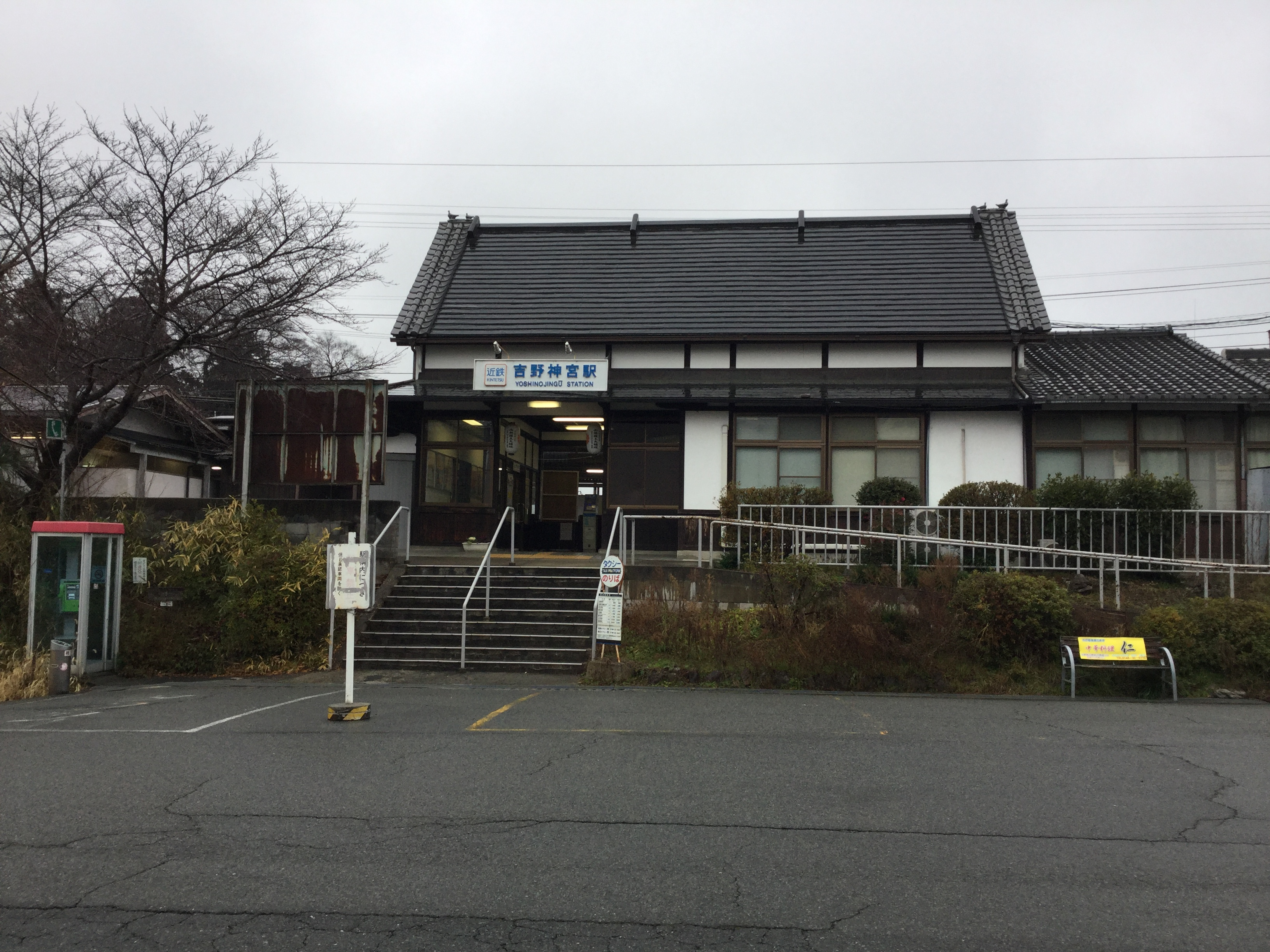
吉野神宮車站
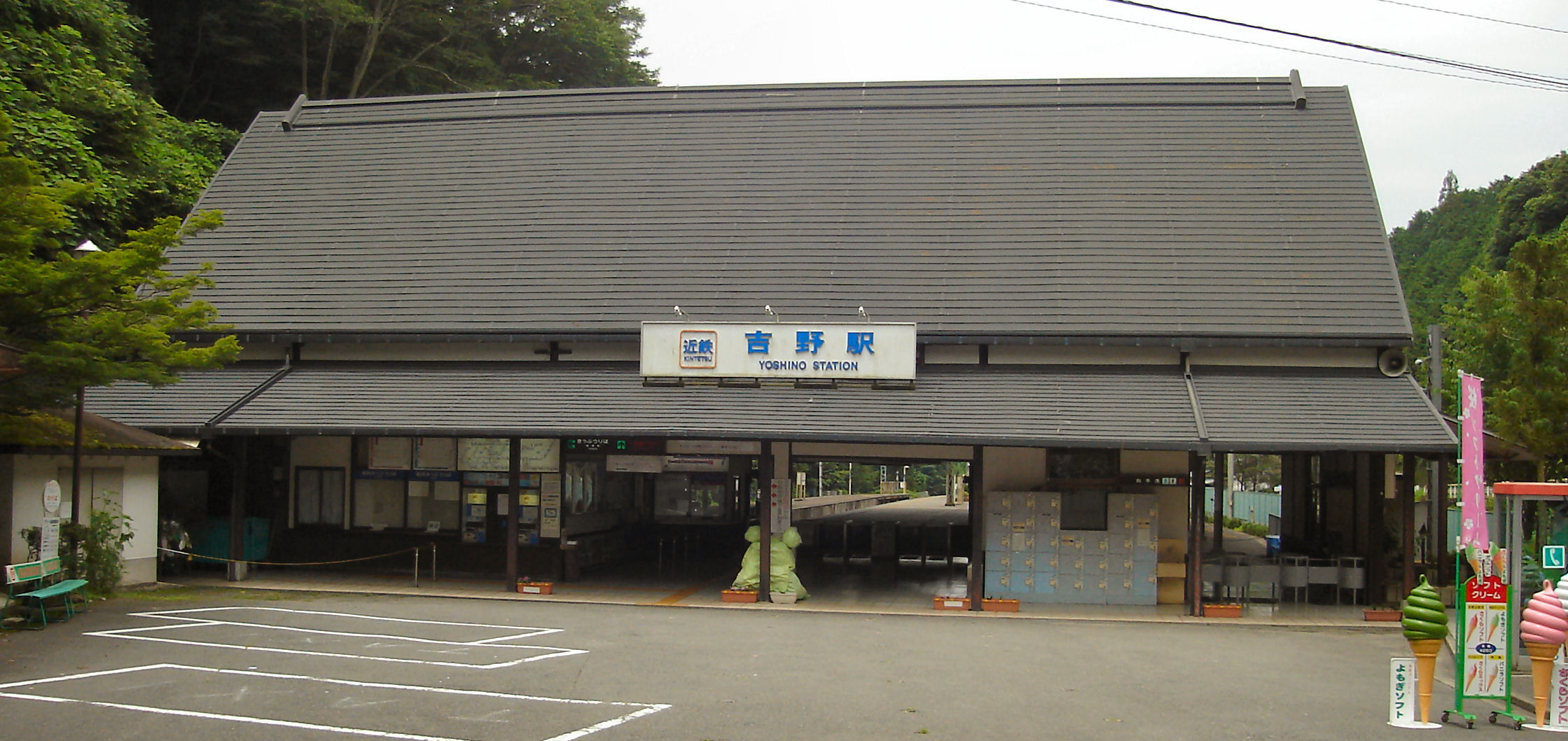
吉野車站
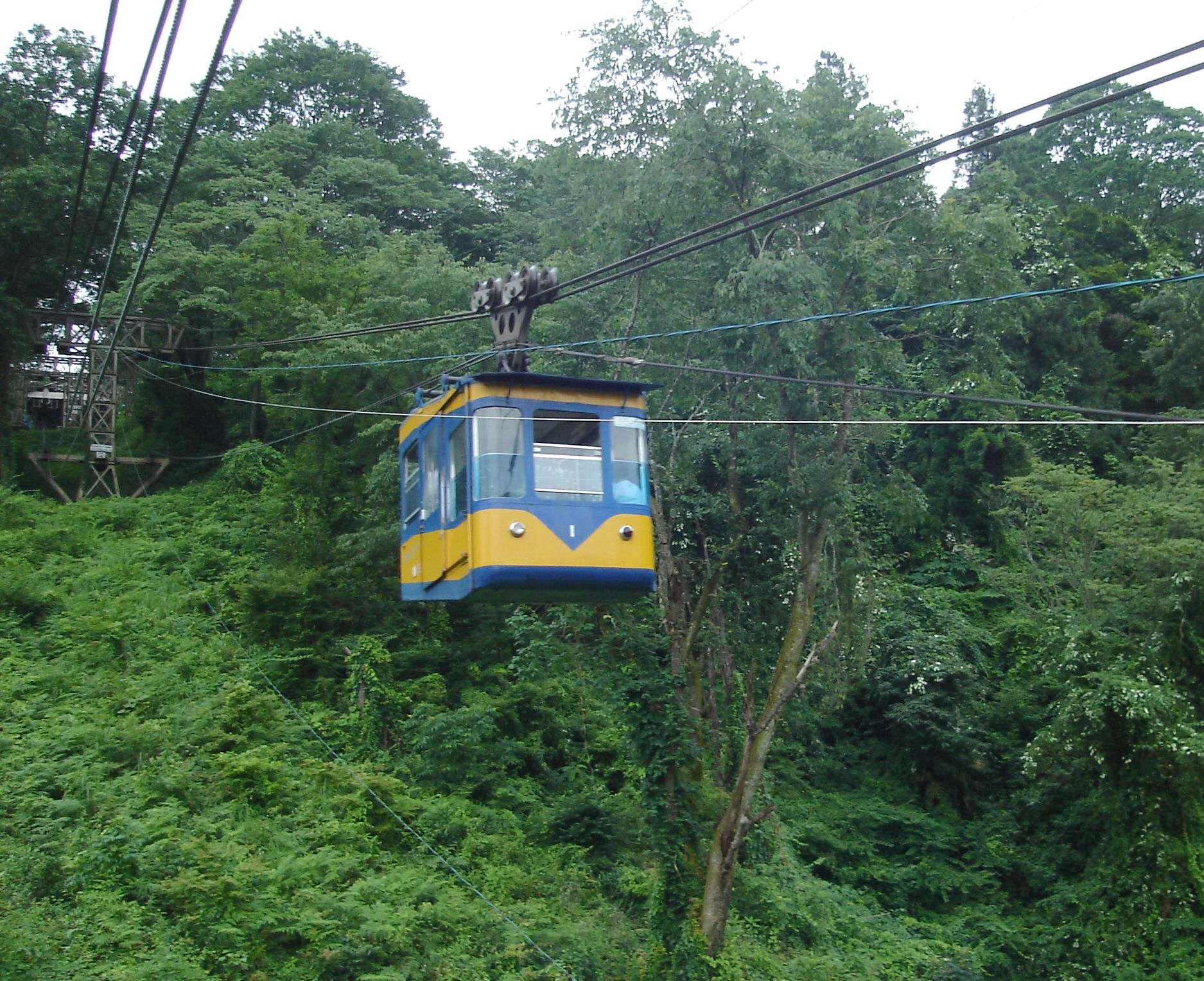
吉野纜車

## 觀光資源
位於主要市區以南的吉野山是著名的賞櫻景點，每年賞櫻季節會吸引大量遊客；同時吉野山自7世紀起也是山嶽信仰的聖地，在此有包括金峯山寺、吉野水分神社、金峯神社、吉水神社、如意輪寺、竹林院、櫻本坊等多座具有千年以上歷史的寺院；吉野山除了在1936年被劃入吉野熊野國立公園，2004年也與熊野三山、高野山一同以紀伊山地的聖地及朝聖路的名稱由聯合國教育、科學及文化組織登記為世界遺產。
日本森林浴協會也認定吉野町為森林浴基地。

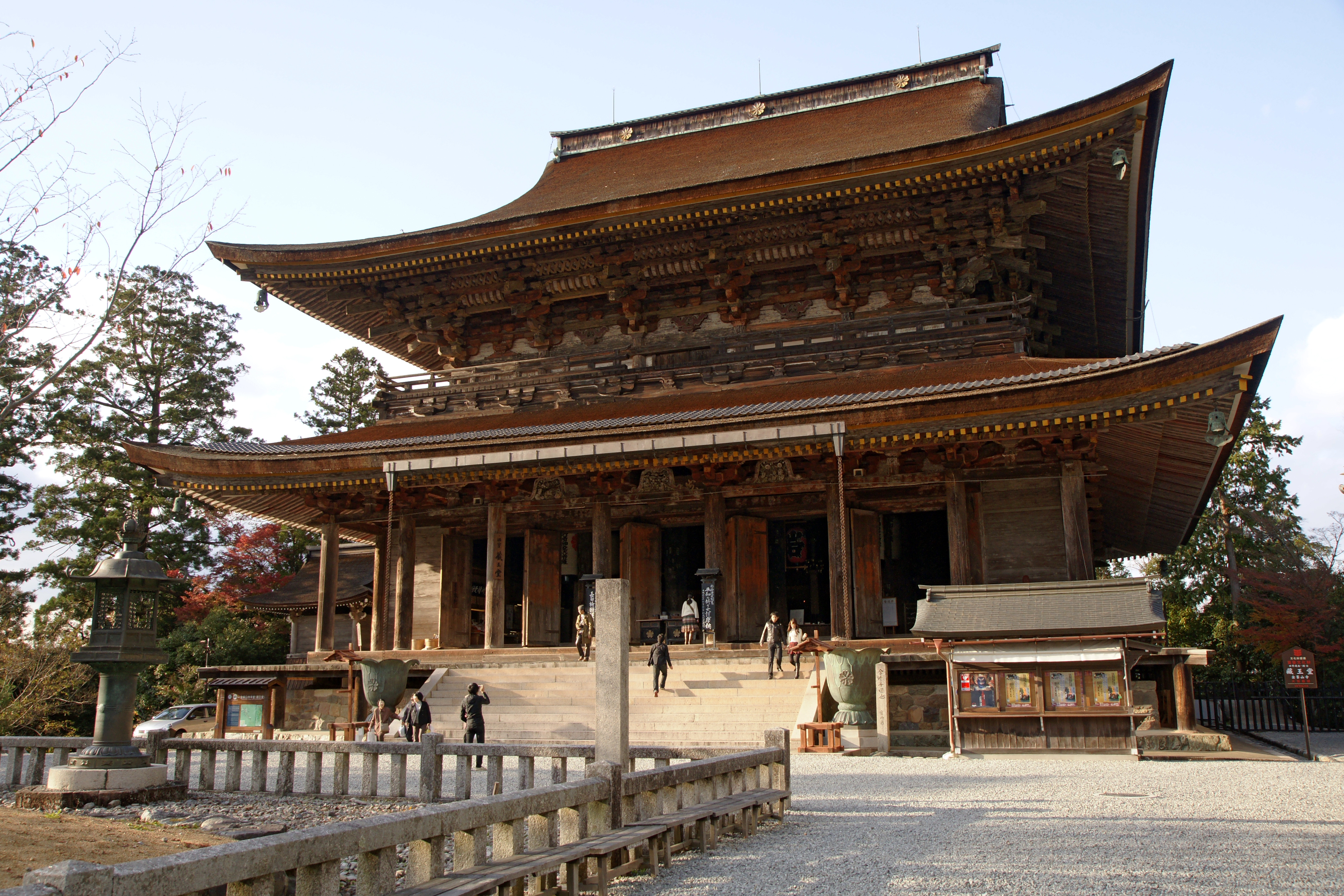
金峯山寺 藏王堂
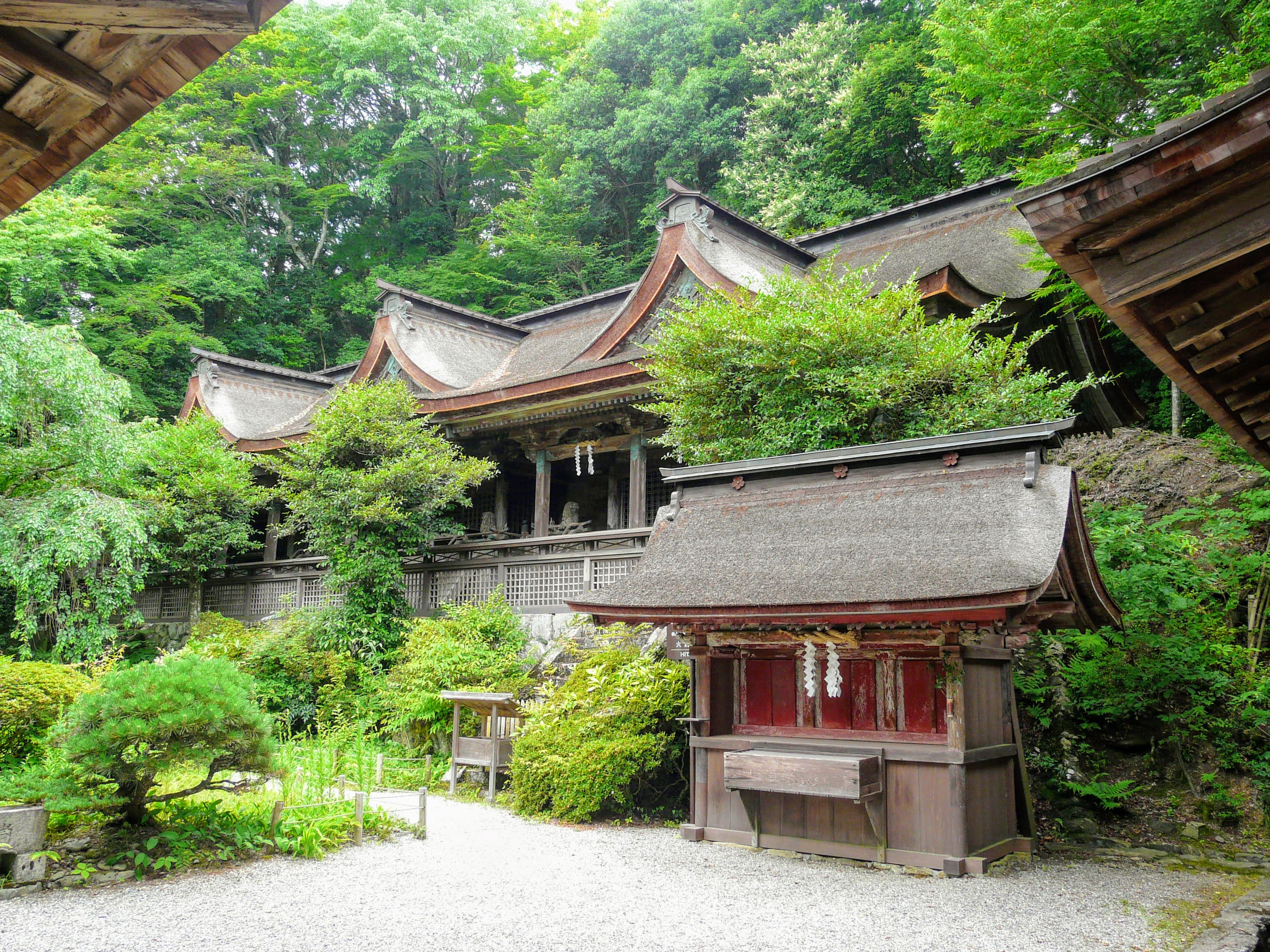
吉野水分神社本殿
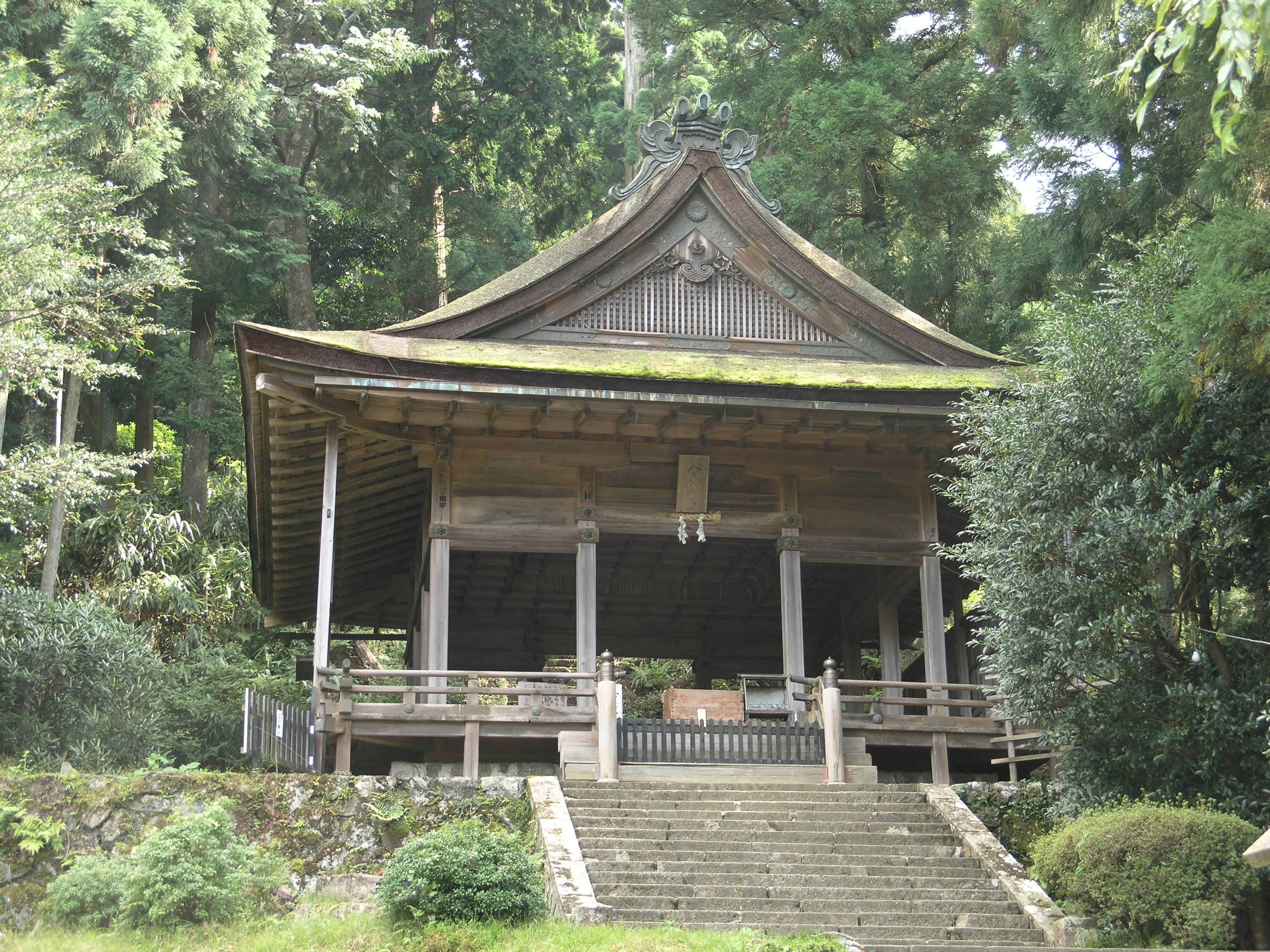
金峯神社 拜殿
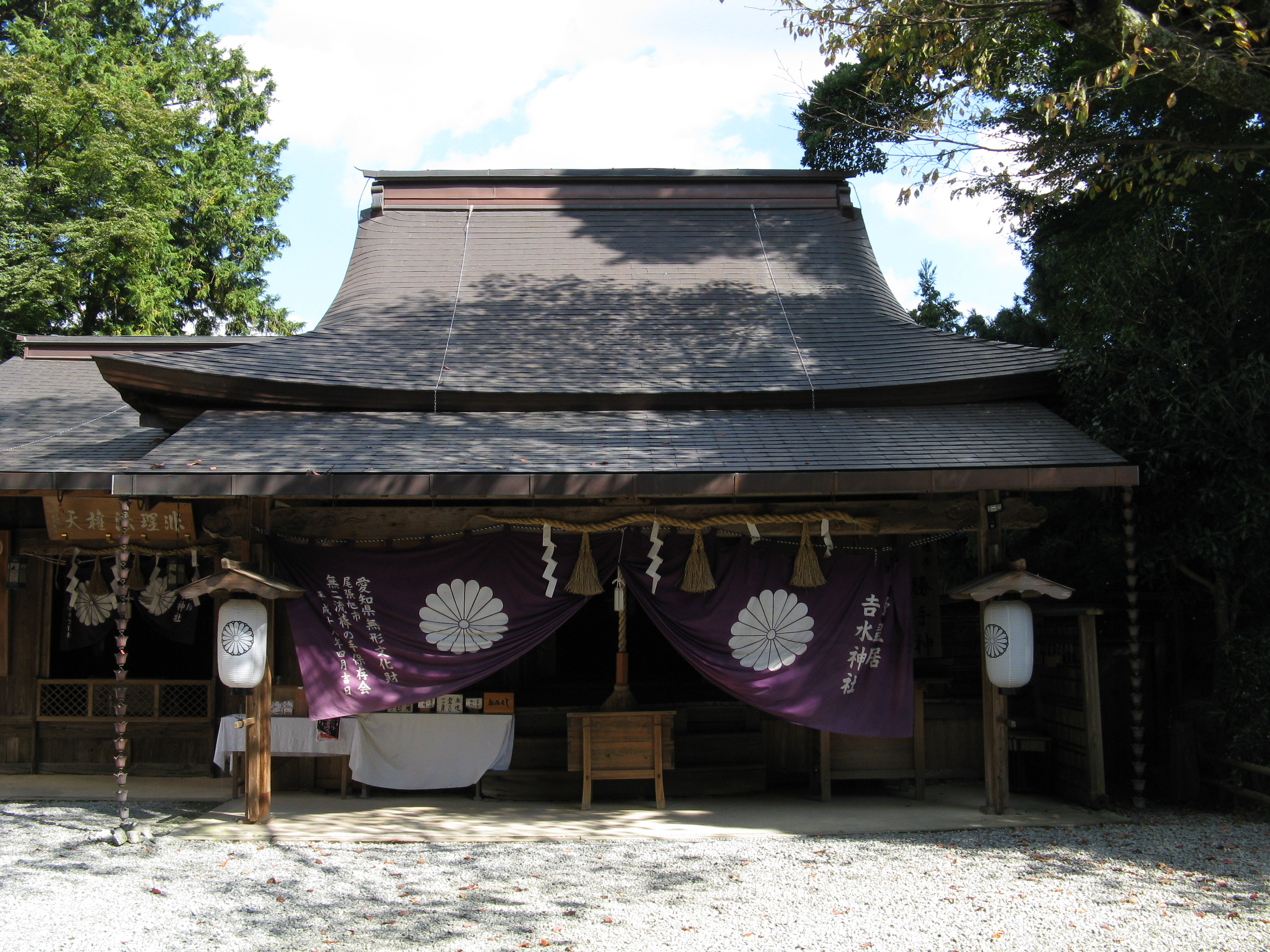
吉水神社 拜殿

## 外部連結
- （日語） 吉野町的Facebook專頁
- （日語） 奈良縣吉野町的X（前Twitter）